# Micropsephodes lundgreni
Micropsephodes lundgreni là một loài bọ cánh cứng trong họ Endomychidae. Loài này được Leschen & Carlton miêu tả khoa học năm 2000.